# ایکارو میگوئل سوارس
ایکارو میگوئل مارتینز سوارس (پرتغالی: Ícaro Miguel Martins Soares؛ متولد ۲۹ آوریل ۱۹۹۵) یک تکواندوکار برزیلی است که در مسابقات قهرمانی تکواندو جهان ۲۰۱۹ در دسته سنگین‌وزن مردان به مدال نقره دست یافت.